# Rouet
Rouet – miejscowość i gmina we Francji, w regionie Oksytania, w departamencie Hérault.
Według danych na rok 1990 gminę zamieszkiwało 45 osób, a gęstość zaludnienia wynosiła 2 osoby/km² (wśród 1545 gmin Langwedocji-Roussillon Rouet plasuje się na 855. miejscu pod względem liczby ludności, natomiast pod względem powierzchni na miejscu 325.).